# Isabella Braun
Pour les articles homonymes, voir Braun.
Œuvres principales
Pictures from Nature (1849)
Isabella Braun, née le 12 décembre 1815 à Jettingen et morte le 3 mai 1886 à Munich, est une écrivaine bavaroise.

## Biographie
Isabella Braun est la fille de Bernhard Maria Braun, et de sa femme Euphemia. Après la mort de son père en 1827, la famille s'installe à Augsbourg, où elle fréquente l'école secondaire jusqu'en 1834.
En 1836, elle étudie pour devenir enseignante à l'école normale de Sainte-Ursule à Augsbourg. Un an plus tard, elle est employée à l'école primaire de Neubourg-sur-le-Danube. En 1848, l'école est confiée à un monastère, et Isabella Braun prend une retraite anticipée. Au cours des années suivantes, elle se consacre à la littérature d'enfance et de jeunesse,.

## Carrière littéraire
Isabella Braun devient l'une des écrivaines les plus populaires devient les états allemands au XIXe siècle avec ses nombreux récits, poèmes, pièces de théâtre et un magazine pour la jeunesse.
Le premier ouvrage d'Isabella Braun, Pictures from Nature, est édité en 1849. Dans les années suivantes, elle publie de nombreux autres ouvrages pour la maison d’édition Scheitlin à Stuttgart. En 1854, elle s'installe à Munich où elle publie des ouvrages pour un magazine sous le titre Youth Papers for Christian Entertainment and Instruction,.
Isabella Braun est l'une des premières personnes à recevoir la médaille Ludwig pour l'art et la science. Une récompense remise par le roi Louis II.

## Publications
Parmi une liste non exhaustive :
- 1849 : Pictures from nature
- 1851 : Pictures from German HistoryTombe d'Isabella Braun au vieux cimetière du sud à Munich-Graeberfeld.
- 1851 : Little Stories
- 1856 : Life Pictures

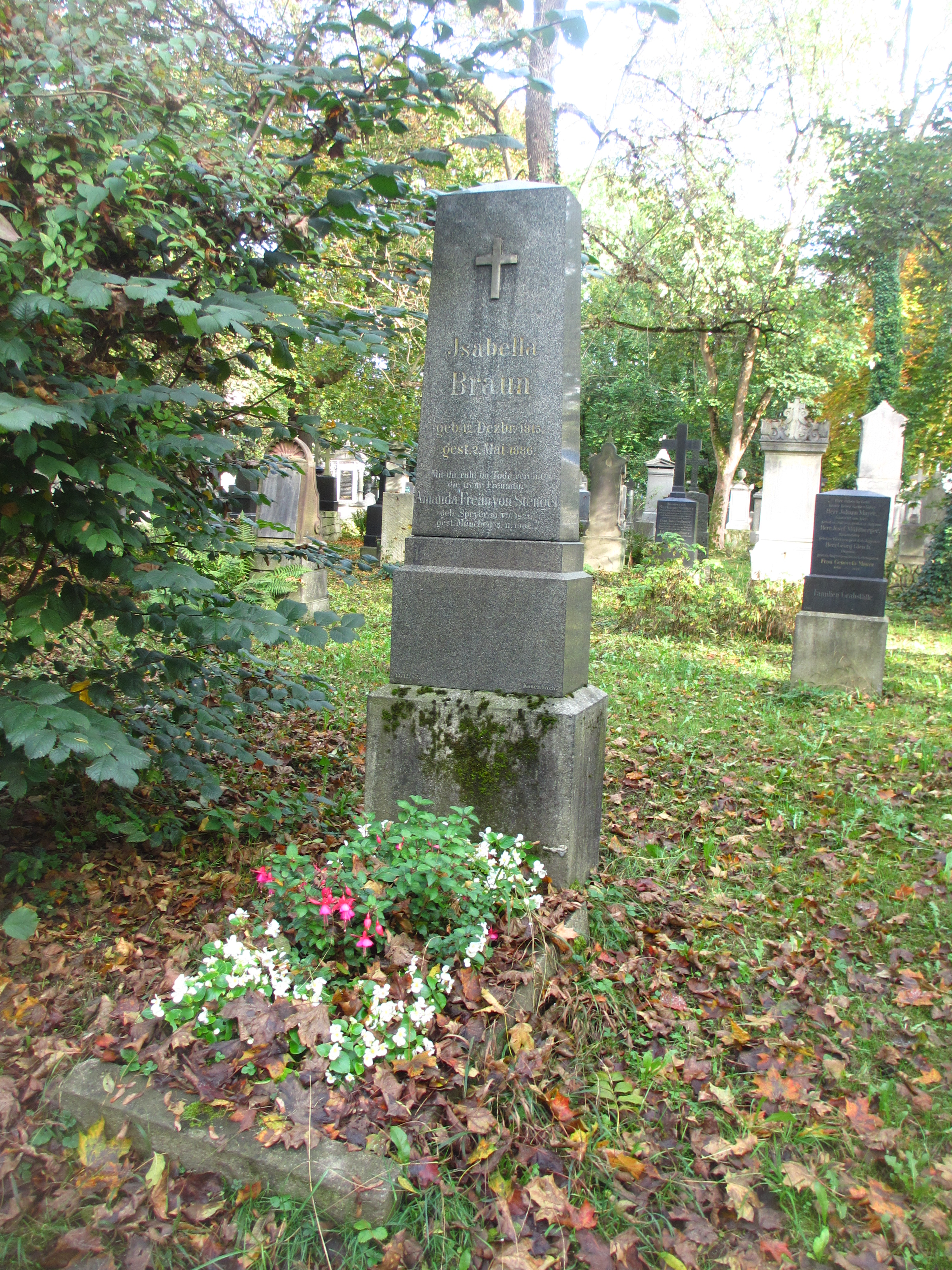
Tombe d'Isabella Braun au vieux cimetière du sud à Munich-Graeberfeld.

- 1856 : In the green forest, réédité en 1874 avec des illustrations de Ferdinand Rothbart, réédition à partir de 1889 avec les illustrations d'Albert Richter
- 1858 : True Stories
- 1861 : Name booklet
- 1867 : Much
- 1871 : From my youth
- 1879 : Good evening
- 1879 : Girl's Favorite Book
- 1882 : Village stories